# Rebirth (альбом Дженнифер Лопес)
Rebirth (с англ. — «Возрождение») — четвёртый студийный альбом американской актрисы и певицы Дженнифер Лопес, выпущенный 23 февраля 2005 года на лейбле Epic Records. После выпуска третьего студийного альбома This Is Me... Then, который был посвящён Бену Аффлеку, на тот момент являющимся её женихом, Лопес решила сосредоточиться на ролях в кино. Расторгнув помолвку с Аффлеком, она сделала перерыв в своей карьере. Вскоре Лопес вышла замуж за латиноамериканского певца Марка Энтони и заявила о новом этапе в жизни.
В конце 2004 года Лопес начала работать над новым альбомом в сотрудничестве с продюсерами Кори Руни, Tim & Bob, Тимбалэндом, Родни Джеркинсом и Марком Энтони. По словам Лопес, концепция альбома была придумана после того, как она оправилась от ажиотажной шумихи в СМИ, связанной с её романом с Аффлеком. После перерыва Лопес вернулась обновлённой. Она также поставила себе цель покончить с «Джей Ло», которую она назвала «вымышленной персоной», что ввело публику в заблуждение. Позже она объявила, что всё это было слишком преувеличено. Rebirth более «мягкий», чем предыдущие альбомы Лопес. Его основу составляют R&B-песни в среднем темпе. Он также включает в себя композиции в стиле фанка, танцевальной музыки и хип-хопа.
Rebirth получил смешанные отзывы музыкальных критиков. Некоторые хвалили песни в быстром темпе, другие критиковали его «мягкие» композиции и вокал Лопес. В чартах альбом имел средний успех. Он достиг второй строчки в американском чарте Billboard 200, и получил платиновый статус от Американской ассоциации звукозаписывающих компаний (RIAA), так как был распродан тиражом в один миллион экземпляров. Rebirth также попал в топ-10 нескольких чартов по всему миру. Из альбома было выпущено два сингла. Первый, «Get Right», попал на вершину британского чарта UK Singles Chart и достиг 12-й позиции в США. Второй, — «Hold You Down», оказался менее успешным. Продажи диска по всему миру составили 3 миллиона экземпляров.

## История создания
В ноябре 2002 года Лопес заключила помоловку с актёром и режиссёром Беном Аффлеком. Их отношения привлекли широкое внимание СМИ. Журналисты и публика стали называть их «Bennifer», и они стали одной из самых известных пар в СМИ и популярной культуре. Также в ноябре Лопес выпустила свой третий студийный альбом, получивший название This Is Me... Then. Альбом был посвящён Бену Аффлеку, который стал её «музой» и вдохновил на написание песен. This Is Me… Then имел значительный успех в чартах. Его продажи в первую неделю были довольно высокими, и он стал одним из самых продаваемых альбомов Лопес. Однако, широкий интерес публики и СМИ вскоре негативно отразился на карьерах Лопес и Аффлека. Пара расторгла помоловку и рассталась в январе 2004 года. Затем, Лопес решила взять творческий перерыв. Спустя несколько месяцев она вышла замуж за Марка Энтони. После этого Лопес стала менее открытой на людях, заявив: «Я не хочу больше говорить о чём-либо личном или откровенном. Какая от этого польза? Ты ведёшь себя открыто с людьми, а они пытаются превратить твою жизнь в мыльную оперу».
В октябре 2004 года стало известно, что Лопес вместе с Шоном Гарреттом работает над новым альбомом. В декабре того же года было объявлено, что пластинка получит название Rebirth. MTV News сообщил, что в диск войдут песни при участии Fat Joe, Fabolous и Марка Энтони, а также такие композиции, как «Step Into My World», «Cherry Pie» и «Still Around».

## Название
Rebirth посвящён Пейджу Питерсону — одиннадцатилетнему мальчику, с которым Лопес познакомилась во время посещения Детского Госпиталя в Лос-Анджелесе, в котором находился мальчик. Пейдж Питерсон умер в ноябре 2004 года от рака. Название альбома является личным для Лопес, так как она почувствовала возрождение и решила избавиться от «Джей Ло», в которую верила публика. Позже Лопес заявила, что её заявления были преувеличены. «Я не Джей Ло, она не настоящая. Она была частью забавы, что получилось довольно безбашено. Я никогда не была никем кроме Дженнифер» — цитирует певицу Digital Spy. Она также сообщила этому изданию, что альбом получит название Call Me Jennifer, и будет возможностью «попрощаться со всем, что связано с Джей Ло». Попытка Лопес избавиться от своего псевдонима ввела публику в заблуждение. Позже она объявила: «Вы можете называть меня Джей Ло, или Дженнифер, или Дженни — мне всё равно!». Начав запись альбома после шестимесячного перерыва, Лопес почувствовала, будто бы она «вернулась в то время, когда она начинала свой путь». Высказав мнение, что она «многое испытала» пройдя путь от своего первого альбома до This Is Me… Then. Rebirth стал первым альбомом Дженнифер Лопес после её возвращения. «Мне показалось, что для меня это новое начало, что я, в каком-то смысле, возродилась. Я [словно] вернулась [в то время], когда записывала свой первый альбом».

## Музыкальный стиль
Rebirth состоит преимущественно из песен в стиле танцевальной музыки и хип-хопа, а также включает в себя композиции в стиле поп-рок-музыки 80-х годов. Во время работы над альбомом, Лопес находилась под влиянием творчества Джеймса Брауна. Альбом начинается с песни «Get Right», выдержанной в таких жанрах, как R&B, данс-поп, и фанк. Автор композиции — Рич Харрисон. В ней преобладают широко используемые духовые инструменты. Изначально, песня называлась «Ride», и была записана Ашером для его альбома Confessions, но не вошла в него. В следующей песне «Step Into My World» используются элементы африканской музыки, в ней Лопес поёт с придыханием.
«Hold You Down» — «мягкая» R&B-песня, записанная при участии рэпера Fat Joe. В ней содержится отрывок композиции Ширлей Мардок «As We Lay». Песня была добавлена в альбом в последний момент. Лопес попросила Fat Joe записать эту песню с ней дуэтом, так как, по её словам, она не хотела записывать её с кем-либо другим. «Мы не общаемся каждый день, но всякий раз, когда встречаемся, мы безумно радуемся друг другу. Вот такая сумасшедшая любовь» — сказал Fat Joe. «Whatever You Wanna Do» также написана и спродюсирована Ричи Харрисоном. В композиции используются ударные и духовые инструменты. «Cherry Pie» — песня в стиле поп-рок в быстром темпе, в которой используются ударные инструменты и электрогитара. Лопес говорила, что в песне присутствует «немного энергетики Принса». «I Got U» написана и спродюсирована Джеркинсами. В ней рассказывается о скрытых отношениях с Марком Энтони. В ней содержится строчка: «Иногда настоящая любовь возможна, но ты не замечаешь её, потому что тебе кажется, что, если она рядом с тобой, то не может быть настоящей».
«Still Around» — «летняя» R&B-песня, которая повествует о вечной любви. В этой песне содержится монолог Марка Энтони. «Ryde or Die» — «напряжённая» композиция в стиле R&B и хип-хоп, соавтором которого выступила Брэнди Норвуд. Она была написана для неизданного альбома Брэнди, но вскоре была передана Лопес, а Брэнди Норвуд исполнила в ней партии бэк-вокала. «I, Love» — песня в среднем темпе, в которой используются ударное стаккато и несколько синтезаторов. В песне Лопес заявляет своему любимому, уверяя его, что их отношения не «придуманы» или «вымышлены», и что она скорее умрёт, чем причинит ему боль. Последние песни в альбоме «He’ll Be Back» и «(Can’t Believe) This Is Me» затрагивают личную жизнь Лопес. Песня «He’ll Be Back» спродюсирована Тимбалэндом. Она относится к Бену Аффлеку. В этой песне содержится такая строчка: «Я знаю лучше как никто другой, каково это, когда безумно нуждаешься в том, с кем вы недавно расстались». «(Can’t Believe) This Is Me» — сентиментальная баллада, написанная Марком Энтони, ссылается на «каждую связь в длиной цепочке отношений Джей Ло».

## Продвижение и релиз
В декабре 2004 года в Стокгольме состоялась вечеринка, посвящённая предстоящему выпуску альбома. Однако, концерт был приостановлён после того, как Лопес попросила двух мужчин, находившихся в состоянии алкогольного опьянения «вести себя чуточку тише». После того, как они проигнорировали её, она, вместе с Марком Энтони покинула сцену. В этом же месяце, она побывала в Великобритании в рамках промоушена альбома, а также дала интервью радиостанции Capital FM и другим. 28 февраля 2005 года состоялся релиз альбома в Германии и Великобритании. В США пластинка вышла 1 марта 2005 года на лейбле Epic Records. В некоторых регионах, включая Австралию, диск выпустила компания Sony Music Entertainment. 4 января 2005 года, на сайте MSN.com, Лопес организовала чат с фанатами, в котором она ответила на вопросы, касающиеся альбома и его концепции. В день релиза, Лопес посетила универмаг Virgin Megastore, который находится на площади «Таймс-сквер» в Нью-Йорке, и подписала диски фанатов. 3 марта Лопес выступила на большом хип-хоп-концерте радиостанции Hot 97.
Для поддержки альбома Лопес собиралась организовать тур, который должен был пройти в городах Европейских стран, а также в Дубае, однако тур был отменён. Позже, Лопес выложила заявление, в котором сообщила, что ей пришлось отменить тур по состоянию здоровья: «Сегодня я очень хотела посетить Лондон, но увы, я не очень хорошо себя чувствую. Врачи посоветовали мне не гастролировать некоторое время. Поэтому я вынуждена отменить свой тур». Лопес неоднократно говорила, что она бы очень хотела оправдать свои надежды и отправиться в большой гастрольный тур в поддержку Rebirth. Она рассказала корреспонденту MTV News: «Я много раз пыталась организовать большой тур. И сейчас мы снова его планируем. Это очень увлекательно». Лопес также говорила, что ей очень тяжёло совмещать съёмки в фильмах и гастроли: «Очень сложно рассчитать время так, чтобы успеть сделать всё на все сто процентов». Однако, Лопес так и не отправилась в тур, и подробно о нём не было сообщено.
Из альбома было выпущено два сингла. «Get Right» вышел 3 января 2005 года. За день до выхода сингла на сервисе America Online был показан видеоклип на эту песню, а 5 января, в программе Making the Video канала MTV, был показан сюжет, посвящённый съёмкам клипа. Полная версия клипа вышла на следующий день. Премьера видеоклипа состоялась в программе канала MTV Total Request Live, а также на телеканалах BET и FUSE. По сюжету клипа, режиссёром которого выступил Фрэнсис Лоуренс, Лопес играет нескольких персонажей в ночном клубе, «на протяжении всей продолжительности трека рассматривая все возможные случаи, которые происходят одновременно в ночном клубе». «Get Right» достигла двенадцатого и первого места в американском чарте Billboard Hot 100 и британском UK Singles Chart соответственно. Вторым и заключительным синглом альбома стала композиция «Hold You Down», записанная совместно с американским рэпером Fat Joe. Песня добралась до 64-й строчки в Billboard Hot 100. Рецензент PopMatters описала композицию, как «неудачный и практически незаметный дуэт с Fat Joe».

## Отзывы критиков
| Совокупная оценка     | Совокупная оценка |
| Источник              | Оценка            |
| --------------------- | ----------------- |
| Metacritic            | 52/100            |
| Оценки критиков       |                   |
| Источник              | Оценка            |
| Русскоязычные издания |                   |
| Play                  | [ 41 ]            |
| Иноязычные издания    |                   |
| Allmusic              | [ 42 ]            |
| The A.V. Club         | (смешанная)       |
| Entertainment Weekly  | D+                |
| The Guardian          | [ 45 ]            |
| Los Angeles Times     | (смешанная)       |
| PopMatters            | [ 26 ]            |
| Rolling Stone         | [ 47 ]            |
| Slant                 | [ 48 ]            |
| Uncut                 | [ 40 ]            |
| Yahoo! Music UK       | [ 28 ]            |

Rebirth получил смешанные отзывы критиков. На сайте-агрегаторе Metacritic альбом получил оценку 52 балла из 100, основанную на десяти рецензиях, что означает «смешанные или средние отзывы критиков». Рецензент сайта AllMusic Стивен Томас Эрлевайн дал альбому положительную оценку, назвав его «качественным танцевальным альбомом, чередующийся между сладкими и свежими поп-мелодиями». Он посчитал, что Лопес «певица неэффектная», однако она и её команда «учитывают все эти недостатки и преподносят их в музыкальном оформлении с яркими, выраженными битами». Роб Шеффилд из журнала Rolling Stone негативно отозвался об альбоме, назвав Лопес «старомодной поп-певицей». Дэн Дженно из Yahoo! Music UK положительно оценил альбом, высказав мнение, что «наконец-то отключив автопилот, Лопес серьёзно занялась своей музыкальной карьерой», и что «альбом назван „Возрождением“ неспроста». Натан Рабин с сайта The A.V. Club дал диску смешанную оценку, посчитав вокал Лопес «плохо обработанным» и похвалив первую половину альбома, назвав её «набором игривых и несомненно возбуждающих и энергичных песен». При этом рецензент посчитал, что «чем ближе альбом подходит концу, тем слабее становятся песни». Дэвид Брауни из Entertainment Weekly в своей рецензии отметил, что Дженнифер Лопес «хочет чтобы её музыка была безобидной и также легко усваивалась как детское питание», и тем самым достичь как можно широкой потребительской базы.
Алексис Петридис из британской газеты The Guardian дал альбому смешанную оценку, сделав заключение своей рецензии: «Несмотря на все положительные стороны альбома, вас всё ещё будет мучить вопрос: „А что же случилось с Дженнифер Лопес?“». Трэйси Хопкинс с Today Music’s отметила, что «альбом вполне годен для прослушивания, но поклонники Лопес, которые горячо и страстно любят свою „Jenny from the Block“ будут слегка разочарованы „мягким“ данс-поп-контентом». Сэл Чинкемани из журнала Slant сделал заключение, что этот альбом «в какой-то степени является возрождением, но по большей части это просто очередная пластинка Дженнифер Лопес: несколько хороших песен, несколько плохо спетых, грамотный продакшн и целая команда коллабораторов». Майк Шиллер из PopMatters высказал мнение, что «Rebirth — что-либо кроме ренессанса, который обещан названием». Майк назвал альбом «небольшим сдвигом Лопес в стиле», «случайным сюрпризом», посчитав что пластинка «абсолютно безобидна». Рецензент российского журнала Play не смог понять, что хотела сказать Дженнифер назвав альбом «Возрождением», но «акт духовной трансформации явно не задался». Журналист раскритиковал альбом за ухудшение текстов песен и отсутствие явных хитов по причине того, что на нём «практически отсутствуют мелодии, всё утоплено в аранжировочных излишествах». «<…> Возможно, диск задержится какое-то время в чартах перед пожизненной ссылкой на полку уценённых товаров» — посчитал критик.

## Коммерческий успех
В США Rebirth имел умеренный успех. Он дебютировал под номером два в Billboard 200. Продажи в первую неделю составили 261 000 экземпляров. Результат оказался ниже чем у This Is Me… Then, продажи которого в первую неделю составили 314 000 экземпляров. Продажи альбома на следующей неделе составили 87 000 экземпляров, и он опустился до четвёртой позиции. На третьей неделе, проведённой в чарте, Rebirth опустился до седьмой строчки, его продажи составили 60 000 экземпляров. Суммарные продажи альбома составили 408 000 экземпляров. На следующей неделе продажи диска составили 27 000 экземпляров. Он опустился до двадцатого места. 14 апреля 2005 года альбом получил платиновый статус от Американской ассоциации звукозаписывающих компаний (RIAA), так как был распродан тиражом более одного миллиона экземпляров. В июне 2005 года альбом покинул сотню чарта. По состоянию на 2014 год продажи альбома в США составляют 745 000 экземпляров.
В канадском альбомном чарте Rebirth дебютировал под номером два с продажами 19 700 экземпляров. Его продажи в Канаде составили 100 000 экземпляров, альбом получил статус платинового от Music Canada. В британском чарте альбом добрался до восьмой строчки. В первую неделю его продажи составили 41 000 экземпляров. К концу года продажи диска в Великобритании составили 124 000 экземпляров, и он получил золотой статус.

## Список композиций
| №   | Название                              | Автор(ы)                                                                                       | Продюсер(ы)                        | Длительность |
| --- | ------------------------------------- | ---------------------------------------------------------------------------------------------- | ---------------------------------- | ------------ |
| 1.  | «Get Right»                           | Рич Харрисон, Джеймс Браун                                                                     | Харрисон, Кори Руни                | 3:45         |
| 2.  | «Step Into My World»                  | Родни «Darkchild» Джеркинс, Делиша Томас, Фред «Uncle Freddie» Джеркинс III, Гектор Диаз       | Джеркинс, Джеркинс III, Диаз, Руни | 4:05         |
| 3.  | «Hold You Down» (совместно с Fat Joe) | Грегори Кристофер, Грегори Бруно, Макеба Райдик, Джо Картахена, Руни, Ларри Трутман, Билли Бек | Nyce Boy, Бруно, Руни              | 4:32         |
| 4.  | «Whatever You Wanna Do»               | Харрисон, Дельма Чарчилл, Харви Фукуа, Кеннетт Хоукинс                                         | Харрисон, Руни                     | 3:49         |
| 5.  | «Cherry Pie»                          | Дженнифер Лопес, Тим Келли, Боб Робинсон, Руни                                                 | Tim & Bob, Руни                    | 4:06         |
| 6.  | «I Got U»                             | Джеркинс, Джеркинс III, Томас, ЛаШоун Дэниэльс, Аарон Пиэрс                                    | Джеркинс, Руни                     | 3:57         |
| 7.  | «Still Around»                        | Антван Паттон, Арчи Холл, Руни                                                                 | Big Boi, Cutmaster Swiff, Руни     | 3:22         |
| 8.  | «Ryde or Die»                         | Роберт «Big Bert» Смит, Blake English, Брэнди Норвуд                                           | Роберт Энтони, Руни                | 4:03         |
| 9.  | «I, Love»                             | Келли, Робинсон, Руни                                                                          | Tim & Bob, Руни                    | 3:42         |
| 10. | «He'll Be Back»                       | Уолтер Миллсап, Кэндис Нельсон, Тимоти Мусли                                                   | Тимбалэнд, Danja, Руни             | 4:18         |
| 11. | «(Can't Believe) This Is Me»          | Лопес, Марк Энтони, Руни                                                                       | Энтони                             | 4:44         |
| 12. | «Get Right» (совместно с Fabolous)    | Харрисон, Браун                                                                                | Харрисон, Руни                     | 3:50         |

| №   | Название                              | Автор(ы)            | Продюсер(ы)             | Длительность |
| --- | ------------------------------------- | ------------------- | ----------------------- | ------------ |
| 13. | «Get Right» (инструментальная версия) | Рич Харрисон, Браун | Рич Харрисон, Кори Руни | 3:45         |

| №  | Название                                       | Длительность |
| -- | ---------------------------------------------- | ------------ |
| 1. | «О создании альбома»                           | 6:29         |
| 2. | «Get Right» (видеоклип)                        | 5:13         |
| 3. | «Get Right» (совместно с Fabolous) (видеоклип) | 3:58         |

- В песне «Get Right» содержатся элементы композиции группы Maceo & the Macks[англ.] «Soul Power[англ.]», написанной Джеймсом Брауном.
- В песне «Hold You Down» содержатся элементы композиции Ширлей Мардок[англ.] «As We Lay», написанной Ларри Трутманом[англ.] и Билли Беком.
- В песне «Whatever You Wanna Do» содержатся элементы композиции группы The Nite-Liters[англ.] «Con-Funk-Shun», написанной Дельмой Чарчилл, Харви Фукуа и Кеннетт Хоукинс.

## Участники записи
Информация взята с буклета альбома Rebirth.
Производство
- Мерт Алас — фотограф
- Джим Аннузиато — помощник звукорежиссёра
- Марк Энтони — продюсер
- Роберт Энтони[англ.] — продюсер
- Крис Аведон — звукорежиссёр
- Скотти Битс — звукорежиссёр
- Big Boi — продюсер
- Грегори Бруно — продюсер
- Cutmaster Swiff — продюсер
- Danja — продюсер
- Гектор Диаз — программирование, продюсер
- Дилан Эли — помощник звукорежиссёра
- Маурисио Гаска — аранжировка, программирование, продюсер, звукооператор
- Майк Эванс — координация производства
- Кэти Гранд — стилист
- Рич Харрисон — программирование, продюсер
- Фред «Uncle Freddie» Джеркинс — продюсер
- Родни Джеркинс — программирование, продюсер
- Тим Келли — программирование ударных инструментов, продюсер
- Питер Уэйд Кеуш[англ.] — звукорежиссёр, микшер
- Дженнифер Лопес — исполнительный продюсер
- Эндрю Маккей — координация производства
- Nyce Boy — продюсер
- Oribe — парикмахер
- Хулиан Пепло[англ.] — арт-директор
- Уильям Э. Питтавэй младший — координация производства
- Маркус Пиджотт — фотограф
- Херб Пауэрс — мастеринг
- Женева Рандольф — координация производства
- Кори Руни[англ.] — продюсер, исполнительный продюсер, вокальный продюсер
- Брюс Свиден — звукорежиссёр, микшер
- Делиша Томас — вокальная аранжировка
- Шарлотта Тиллбери — макияж
- Тимбалэнд — продюсер
- Майк Тсшап — помощник звукорежиссёра

Исполнение
- Дженнифер Лопес — вокал
- Марко Бритти — ударные
- Марио Гуини — гитара
- Боб Робинсон — электрогитара
- Эрбен Перес — бас-гитара
- Кори Руни — клавишные
- Тим Келли — бас-гитара, клавишные
- Делиша Томас — бэк-вокал
- Андрэ Мендэс — бэк-вокал
- Кэндис Нельсон[англ.] — бэк-вокал
- Макеба Райдик[англ.] — бэк-вокал
- Рудайна Хаддад — бэк-вокал
- Брэнди Норвуд — бэк-вокал

## Чарты и сертификации
| Чарт (2005)                  | Высшая позиция |
| ---------------------------- | -------------- |
| Австралия                    | 10             |
| Австрия                      | 05             |
| Бельгия (Фландрия)           | 04             |
| Бельгия (Валлония)           | 04             |
| Великобритания               | 08             |
| Германия                     | 03             |
| Греция                       | 03             |
| Дания                        | 15             |
| Италия                       | 03             |
| Испания                      | 02             |
| Ирландия                     | 09             |
| Канада                       | 02             |
| Мексика                      | 19             |
| Новая Зеландия               | 22             |
| Норвегия                     | 25             |
| Нидерланды                   | 01             |
| Польша                       | 08             |
| Португалия                   | 11             |
| США                          | 02             |
| США (Top R&B/Hip-Hop Albums) | 02             |
| Франция                      | 07             |
| Финляндия                    | 19             |
| Швеция                       | 14             |
| Швейцария                    | 01             |
| Шотландия                    | 17             |
| Япония                       | 03             |

| Чарт (2005)                  | Высшая позиция |
| ---------------------------- | -------------- |
| Бельгия (Фландрия)           | 069            |
| Бельгия (Валлония)           | 058            |
| Великобритания               | 155            |
| Венгрия                      | 096            |
| Италия                       | 055            |
| Мексика                      | 082            |
| Нидерланды                   | 068            |
| США                          | 095            |
| США (Top R&B/Hip-Hop Albums) | 058            |

| Страна/Регион  | Статус     | Продажи  |
| -------------- | ---------- | -------- |
| Австралия      | золотой    | 35 000   |
| Венгрия        | золотой    | 010 000  |
| Великобритания | золотой    | 0124 000 |
| Ирландия       | золотой    | 07500    |
| Канада         | платиновый | 080 000  |
| США            | платиновый | 0745 000 |
| Франция        | золотой    | 0100 000 |
| Швейцария      | золотой    | 020 000  |
| Япония         | золотой    | 0100 000 |